# R'Dheidhi
R'Dheidhi este o comună din departamentul Barkewol, Regiunea Assaba, Mauritania, cu o populație de 6.315 locuitori.